# Dikasterium für Laien, Familie und Leben
Das Dikasterium für Laien, Familie und Leben  (lat.: Dicasterium pro Laicis, Familia et Vita) ist ein Dikasterium der römischen Kurie.

## Überblick
Die Behörde wurde von Papst Franziskus mit dem Motu Proprio Sedula Mater vom 15. August 2016 gegründet. Das Dikasterium übernahm als Zentralbehörde der Kurie mit Wirkung vom 1. September 2016 alle Aufgaben der Päpstlichen Räte für die Laien und für die Familie, die in der neuen Behörde aufgingen.
Zum ersten Präfekten des neuen Dikasteriums ernannte Papst Franziskus am 15. August 2016 (veröffentlicht gemeinsam mit dem Motu Proprio am 17. August) den bisherigen Bischof von Dallas, Kevin Farrell.
Papst Franziskus ernannte am 7. November 2017 zwei Frauen zu Untersekretärinnen des Dikasteriums, nämlich Gabriella Gambino für den Aufgabenbereich „Leben“ und Linda Ghisoni für den Aufgabenbereich „Laien“.
Das Statut des Dikasteriums wurden am 8. Mai 2018 veröffentlicht.
Päpstliches Komitee für den Weltkindertag
Am 13. August 2025 wurde auf Veranlassung von Papst Leo XIV. das unter seinem Vorgänger Papst Franziskus eingerichtete Päpstliche Komitee für den Weltkindertag in das Dikasterium für Laien, Familie und Leben integriert. Das Komitee für den Weltkindertag trat bereits als Organisator eines internationalen Kinderrechte-Gipfels unter dem Titel „Lasst sie uns lieben und beschützen“ in Erscheinung, der am 3. Februar 2025 hochrangige Vertreter aus Politik, Wissenschaft und Gesellschaft im Vatikan zusammenbrachte.

## Mitglieder
- Jozef De Kesel (seit 2017)[11]
- António Marto (seit 2018)[12]
- Gérald Cyprien Lacroix (seit 2018)[13]
- Mario Aurelio Poli (seit 2018)[13]
- João Braz de Aviz (seit 2018)[13]
- Wilton Daniel Gregory (seit 2018)[13]
- Joel Portella Amado (seit 2018)[13]
- Piotr und Aleksandra Brzemia Bonarek (seit 2018)[13]
- Daniel und Shelley Ee (seit 2018)[13]
- Luis Jensen und Pilar Escudero de Jensen (seit 2018)[13]
- Roberto Fontolan (seit 2018)[13]
- Moysés Louro de Azevedo Filho (seit 2018)[13]
- Laurent Landete (seit 2018)[13]
- Marco Impagliazzo (seit 2018)[13]
- Geneviève Amélie Mathilde Sanze (seit 2018)[13]
- Manfred Lütz (seit 2018)[13]
- Robert Cheaib (seit 2018)[13]
- Laura Palazzani (seit 2018)[13]
- Helen M. Alvaré (seit 2018)[13]
- Franco Nembrini (seit 2018)[13]
- Javier Borrego Borrego (seit 2018)[13]
- Álvaro Ramazzini (seit 2020)[14]
- Peter Ebere Kardinal Okpaleke (seit 2022)[15]
- Robert Walter McElroy (seit 2022)[15]
- William Goh (seit 2022)[15]
- José Cobo Cano (seit 2023)[16]
- Víctor Manuel Fernández (seit 2023)[16]
- Josep Ángel Saiz Meneses (seit 2023)[17]
- Andrea D'Au FCSB (seit 2023)[17]
- Luis Navarro Marfá (seit 2023)[17]
- Benoît und Véronique Rabourdin (seit 2023)[17]
- Joseph Teyu Chou (seit 2023)[17]
- Clare Jiayann Yeh (seit 2023)[17]
- Ana María Celis Brunet (seit 2023)[17]
- Maria Luisa Di Pietro (seit 2023)[17]
- Margaret Karram (seit 2023)[17]
- Carmen Peña García (seit 2023)[17]
- Fabio Baggio CS (seit 2025)[18]

## Konsultoren (Auswahl)
- Simone Renna
- Amedeo Cencini FCC
- Justin Glyn SJ
- Mary Niluka Perera RBP
- Ryan und Mary-Rose Verret
- Maria Luisa Ceriotti
- Julia M. Dezelski
- Chiara Griffini[19]